# Kościół św. Katarzyny Sieneńskiej w Choryni
Kościół świętej Katarzyny Sieneńskiej w Choryni – rzymskokatolicki kościół parafialny należący do parafii pod tym samym wezwaniem (dekanat krzywiński archidiecezji poznańskiej).
Jest to świątynia wzniesiona w 1851 roku i ufundowana przez Józefa Taczanowskiego, ówczesnego dziedzica Choryni. Kościół reprezentuje styl neogotyku romantycznego, jest orientowany, murowany, pierwotnie był nieotynkowany. Budowla została otynkowana już w latach 1969-1970. Wybudowano ją na planie prostokąta z pięciokątnie zamkniętą absydą od strony wschodniej i prostokątną kruchtą od strony zachodniej. Od strony południowej jest dostawiona kaplica grobowa Taczanowskich, obecnie pełniąca rolę zakrystii. Okna i portale są ostrołukowe. Dach kościoła jest dwuspadowy i ozdobiony sygnaturką, pokryty jest dachówką. Wnętrze nakryte jest stropem kasetonowym odnowionym w latach 1969-1970, pod nim jest umieszczony namalowany fryz z wizerunkami świętych i błogosławionych polskich.
Ołtarz główny w stylu klasycystycznym ujęty jest parą kolumn z głowicami z liśćmi akantu, pomiędzy nimi znajduje się obraz św. Katarzyny Sieneńskiej. Do ciekawych zabytków należą również: chrzcielnica kielichowa pochodząca z XVII wieku oraz obrazy ludowe powstałe w XIX wieku namalowane gwaszem: Matka Boska z Dzieciątkiem i św. Barbara.